# Guettarda constricta
Guettarda constricta är en måreväxtart som beskrevs av Nathaniel Lord Britton. Guettarda constricta ingår i släktet Guettarda och familjen måreväxter.
Artens utbredningsområde är Jamaica. Inga underarter finns listade i Catalogue of Life.